# 炎亜綸
炎 亜綸（アーロン、Aaron Yan、イェン・ヤールン、1985年11月20日 - ）は、台湾の俳優、歌手、台湾のアイドルグループ『飛輪海』のメンバー。

## プロフィール
- 本名 - 呉秉孺（ウー・ビンルー）[2] 出生名は呉庚霖（ウー・ゲンリン）[3]
- 身長 - 179cm
- 体重 - 62kg
- 血液型 - O型
- 言語 - 中国語・台湾語・広東語・英語・日本語
- 学歴 - 中国文化大学新聞コミュニケーション学部(2年次まで) → 景文科技大学リベラルアーツ学群英語学科在学中
- 愛称 - Aaron (アーロン)、阿布 (アーブー)

## 人物・来歴
- 2004年、インターネットの美少年投票で、1位を獲得し現事務所に入所した。
- 2010年、兵役の健康診断を受け「退行性関節炎」と診断され、兵役免除となっている。
- 飛輪海でメインボーカルを担当。
- 2011年、「下一個炎亞綸」でソロデビュー。
- 陳柏霖（チェン・ボーリン）、林志玲（リン・チーリン）と共に出資し、台北にある高級美容室「&HAIR」を経営している。
- 父親は台湾大学付属病院の内科腎臓科・綜合診療部血液淨化科で主任医師をしていた[4]。
- アメリカ・コネチカット州に5年間住んでいた。
- 日本のドラマを多数見ており、木村拓哉出演のドラマや「半沢直樹」などを視聴した[5]。
- 最も共演したい日本の役者は上野樹里[5]。
- 2020年、ソニー・ミュージック台湾に移籍[6]。
- 2020年11月27日、友人と共同出資で台中市にドリンクスタンド「茶明載波」を開店[7]（2023年11月30日閉店[8]）。
- 2021年3月1日、今後の俳優業では本名の呉庚霖（ウー・ゲンリン）を使用すると発表されたが、2023年に本名を呉秉孺（ウー・ビンルー）に改名した[3][2]。
- 2021年、トーク番組「36題愛上你」の司会で第56回電視金鐘奨にノミネートされ、綜藝節目主持人獎を受賞した[9][10]。
- 2022年、ドラマ「一家團圓」にゲスト出演し、台湾語のセリフを披露した[11]。その際、子役の王宥謙に台湾語を教わった[12]。
- 2023年、左腕にAltruismの入れ墨を入れたことを明らかにした[13]。

### 騒動
- 2023年6月、2017年ごろに付き合ったインフルエンサーの男性（当時16歳）により、呉が付き合った期間中に性行為の盗撮および強制性交を行ったと告発された[14]。
- 2023年7月3日、保証金50万元を支払い勾留先の士林地方検察署から保釈された[15]。
- 2023年11月8日、士林地方検察署に児童・少年性的搾取防止条例違反（製造、配布・所持）の罪で起訴でされた。また、強制性交容疑については嫌疑不十分で不起訴になった[16][17]。
- 2024年2月17日、士林地方検察署が解除の条件として提示した保証金150万元の支払いにアーロンが応じたため出国制限が解除されることとなった[18][19]。
- 2024年3月11日、被害者の男性と示談が成立したが、その金額は明らかにされていない[20][21]。
- 2024年5月30日士林地裁が児童・少年性的搾取防止条例違反や個人情報保護法違反などの罪により、罪については懲役7月とする判決を下した。被告が犯行を認め、被害者の許しを得て和解が成立、いずれにも執行猶予3年をつけた[22]。

## 出演作品

### ドラマ
- 安室愛美惠（2004年）
- イタズラなKiss〜惡作劇之吻（惡作劇之吻）（2005年）- 阿布（高宮良） 役
- KO One〜終極一班（2005年）- 丁小雨 役
- 終極一家（2007年）- 丁小雨 役
- イタズラなKissII〜惡作劇2吻〜（惡作劇2吻）（2007年）- 阿布（高宮良） 役
- イケメン探偵倶楽部MIT（霹靂MIT）（2008年）- 詹士德（ジャン・シードゥー） 役
- 終極三國（2009年）- 丁小雨 役
- 死神少女（2010年）- 沈奇 役
- パフェちっく!（愛似百匯）（2010年）- 邢一誠（新保壱） 役
- 陽光天使（2011年）- 艾綸教授 役
- アリスへの奇跡（給愛麗絲的奇蹟）（2012年）- 賀霆宇（ハー・ティンユー） 役
- 王子様をオトせ!（就是要你愛上我）（2013年）- 齊翼（チー・イー） 役
- A Time Of Love 愛情來的時候（愛情來的時候）（2014年）- 陳大天 役
- 恋にオチて!俺×オレ（愛上兩個我）（2014年）- 路天行（ルー・ティエンシン）、小鹿（シャオルー） 役
- 七個朋友（2014年）- 亞綸 役
- 我的寶貝四千金（2014年）- Shika 役
- 華麗なる玉子様〜スイート♥リベンジ（後菜鳥的燦爛時代）（2016年）- 紀文凱（ジー・ウェンカイ） 役
- メモリーズ・オブ・ラブ〜花束をあなたに〜（一路繁花相送）（2018年）- 林樂清（リン・ラーチン） 役
- 日台共同制作ドラマ 路〜台湾エクスプレス〜 - 劉人豪（リョウ・レンハオ） 役（2020年5月放送、NHK / PTS共同制作、放送局：NHK総合）[23]
- 一家團圓（2022年）- 代言人 役
- 我願意（2022年）- 費慕淇 役
- Q18量子預言（2024年）- 黒子 役

### 映画
- 我的婆婆怎麼把OO搞丟了（2023年）- OO 役
- 僕と幽霊が家族になった件（2023年）- 陳家豪 役
- 做工的人 電影版（2023年）- 運來哥哥 役

### 司会
- 2020年　36題愛上你[24]
- 2020年　第55屆金鐘奨[25]
- 2021年　Live Asia超級週末現場[26]
- 2021年　Be the ONE：A級戦場[27]

### バラエティ番組
- 2021年　BE THE ONE A級戰場[28]
- 2022年　來吧!營業中[29]
- 2024年　飢餓遊戲[30]

### CM/イメージキャラクター
- 2020年　Aries Gold[31]
- 2021年　ビービーラボラトリーズ[32]
- 2022年　Beauty Player[33]
- 2022年　愛爾麗醫美集團[34]
- 2023年　Uber Eats[35]
- 2025年　NOSE WAY[36]

## 音楽作品

### アルバム
- 『The Moment』 2013年3月6日 日本版発売
- 『摩登原始人』 2020年12月25日 日本未発売

### ミニアルバム
- 『THE NEXT ME』 2011年6月15日 日本版発売
- 『DRAMA』 2014年7月23日 日本版発売
- 『CUT』 2014年7月23日 日本版発売
- 『最想去的地方』 2018年3月30日 日本未発売
- 『親愛的怪物』 2018年9月28日 日本未発売

### デジタルアルバム
- 『Vacation』 2021年11月12日 配信開始[37]

### シングル
- 『花開若夏』 2020年9月9日 日本未発売
- 『I Would Never Leave』 2020年11月13日 日本未発売
- 『Live a Life』 2022年5月17日 日本未発売

※AARON 名義
- 『MOISTURIZING』 2015年3月18日発売
- 『Gelato』 2015年9月16日発売
- 『モノクローム・ダンディー』 2016年6月15日発売

### DVD
- 『The Aaron Time 影音館DVD』 2014年12月17日 日本版発売

## 書籍
- ビジュアルブック『Taipei Dreamin' 〜夢遊私台北〜』 2013年12月18日 日本版発売

## 受賞
- 2021年 第56回電視金鐘奨 綜藝節目主持人獎[10]
- 2022年 hito流行音樂獎 hito Star全能藝人[38]

## 慈善活動
- 2022年 至善社會福利基金會 「臺灣陪你長大計畫」[39]
- 2022年 兒童福利聯盟 「我有我的罷免權」[40]
- 2023年 至善社會福利基金會 「愛閱讀計畫」[41]